# Desantne
Desantne (ukr. Десантне) – wieś na Ukrainie, w obwodzie odeskim, w rejonie izmailskim, w hromadzie Izmaił. W 2001 liczyła 1816 mieszkańców, spośród których 1608 wskazało jako ojczysty język ukraiński, 138 rosyjski, 38 mołdawski, 12 bułgarski, 2 białoruski, 3 gagauski, 13 romski, a 2 inny.